# Amyntas II Macedoński
Amyntas II (gr. Αμύντας) – król Macedonii z rodu Argeadów. Tron objął po śmierci swojego stryjecznego brata Aeroposa. Po kilku miesiącach panowania Amyntas został zamordowany przez chłopca królewskiego imieniem Derdas. Po śmierci Amyntasa na tron wstąpił syn jego poprzednika, Pauzaniasz.